# Pseudoschizammina
Pseudoschizammina es un género de foraminífero bentónico considerado un sinónimo posterior de Hyperammina de la subfamilia Saccorhizinae, de la familia Hyperamminidae, de la superfamilia Hippocrepinoidea, del suborden Hippocrepinina y del orden Astrorhizida. Su especie tipo era Pseudoschizammina edita. Su rango cronoestratigráfico abarcaba el Holoceno.

## Discusión
Clasificaciones previas incluían Pseudoschizammina en la subfamilia Hyperammininae, de la familia Hippocrepinidae, así como en el suborden Textulariina del orden Textulariida.

## Clasificación
Pseudoschizammina incluía a las siguientes especies:
- Pseudoschizammina edita
- Pseudoschizammina ramosa